# Surinaamse Thaiboks Bond
Surinaamse Thaiboks Bond (SuThaiBo) is de Surinaams sportbond voor het thaiboksen.
De bond werd aan het eind van de jaren 2000 opgericht en had Angelo Simson als eerste voorzitter. In 2019 waren er 14 sportscholen bij aangesloten, terwijl de bond zelf bij een kleine tien internationale organisaties is aangesloten, waaronder Muay Thai Organisatie Nederland, de World Muay Thai Organization en de World Muaythai Federation.
In 2018 trad een nieuw bestuur aan onder leiding van Ilonka Elmont. In 2019 legde het voltallige bestuur de functie neer nadat Mike Nerkust, de districtscommissaris van Paramaribo-Noordoost, weigerde om nog langer vergunningen af te geven voor de thaibokswedstrijden naar aanleiding van incidenten die hadden plaatsgevonden. Een kortgeding tegen het besluit mocht niet baten. De deelname aan de Pan-Amerikaanse kampioenschappen in Uruguay in november 2019 werd afgezegd door een tekort aan financiële middelen.
De bond kreeg in juli 2023 officiële erkenning van het directoraat Sportzaken.